# سانتا ماریا ماجیوره
سانتا ماریا ماجیوره (به ایتالیایی: Santa Maria Maggiore) یک کومونه در ایتالیا است که در استان وربانو-کوزیو-اوسولا واقع شده‌است.

## خصوصیات
سانتا ماریا ماجیوره ۵۳٫۲ کیلومترمربع مساحت و ۱٬۲۳۶ نفر جمعیت دارد و ۸۱۶ متر بالاتر از سطح دریا واقع شده‌است.